# Wohltorf
Wohltorf ist eine Gemeinde im Kreis Herzogtum Lauenburg in Schleswig-Holstein.

## Geographie
Wohltorf liegt etwa 20 Kilometer östlich von Hamburg am Sachsenwald, dem größten Waldgebiet Schleswig-Holsteins, der zugleich Naherholungsgebiet für die Metropolregion Hamburg ist.
Wohltorf besteht im Grunde aus vier Teilen: dem alten Bauerndorf mit Dorfteich und wenigen Bauernhöfen; der Villensiedlung am entfernt gelegenen Haltepunkt der Hamburger S-Bahn; der zum Teil zu Wohltorf gehörenden Aumühler Einkaufsstraße Große Straße und der am Börnsener Weg/Straße gelegenen Villensiedlung. Zur Nachbargemeinde Reinbek hin wird der Ort durch den Fluss Bille begrenzt, der hier auch die Kreisgrenze zwischen dem Kreis Herzogtum Lauenburg und dem Kreis Stormarn ist. Die Grenze zum benachbarten Aumühle hingegen ist kaum auszumachen.

## Geschichte
Im Jahre 1308 wurde der Ort erstmals urkundlich erwähnt. 1529 fiel Wohltorf an den Herzog von Lauenburg und wurde Herzogsdorf. 1705 kam Lauenburg nach dem Tod des letzten Askanier-Herzogs, der ohne männliche Nachkommen starb, in den Besitz des Kurfürsten von Hannover. Zur Zeit der Napoleonischen Kriege, in dessen Verlauf Napoleon die gesamte Nordseeküste in das französische Kaiserreich einverleibte, wurde Wohltorf „Mairie“ und gehörte zum Kanton Schwarzenbek. Im Jahre 1865, mit der Gasteiner Konvention, kam Lauenburg und damit auch Wohltorf zu Preußen. 1871 wurde der benachbarte Sachsenwald Otto von Bismarck von Kaiser Wilhelm I. geschenkt.
Bis um 1900 hatte die Gemeinde Wohltorf sehr dörflichen Charakter. Nach der Jahrhundertwende entstand nach und nach die sogenannte Villenkolonie, in der sich Hamburger Unternehmer und Industrielle auf Grund der Nähe zur Stadt und der guten Erreichbarkeit über die Bahnstrecke Hamburg–Berlin niederließen. Dies hat den Ort bis heute als Hamburger Villenvorort entscheidend geprägt. Zur Zeit des NS-Regimes wurde zeitweilig überlegt, Wohltorf und den benachbarten Ort Aumühle zusammenzulegen. Diese Idee wurde jedoch wieder verworfen, da sich Wohltorf (ländlich, landwirtschaftlich geprägt) und Aumühle (reine Betriebsgemeinde) zu unähnlich seien. Heute gehören beide Gemeinden dem Amt Hohe Elbgeest an.

## Politik

### Gemeindevertretung
Bei der Kommunalwahl am 14. Mai 2023 wurden insgesamt 14 Sitze vergeben. Von diesen erhielt die Wählervereinigung Wohltorf fünf Sitze, die Grünen vier Sitze, die FDP drei Sitze und die SPD zwei Sitze.

### Wappen
Blasonierung: „In Rot über einem, aus zwei sich ansehenden Pferdeköpfen bestehenden, silbernen Giebelbrett ein silberner Wellenbalken, überhöht von drei silbernen Eichenblättern.“

### Partnergemeinde
Die Partnergemeinden Wohltorfs sind Mortagne-sur-Sèvre in Frankreich und Sleen in den Niederlanden.

## Wirtschaft
Wohltorf gilt als eine der reichsten Gemeinden Deutschlands, bedingt durch die bevorzugte Lage als Hamburger Villenvorort. Bei Rankings über die kaufkraftstärksten Gemeinden in Deutschland belegt Wohltorf regelmäßig vordere Plätze. Die Wirtschaft Wohltorfs selbst ist mittelständisch geprägt.

## Verkehr

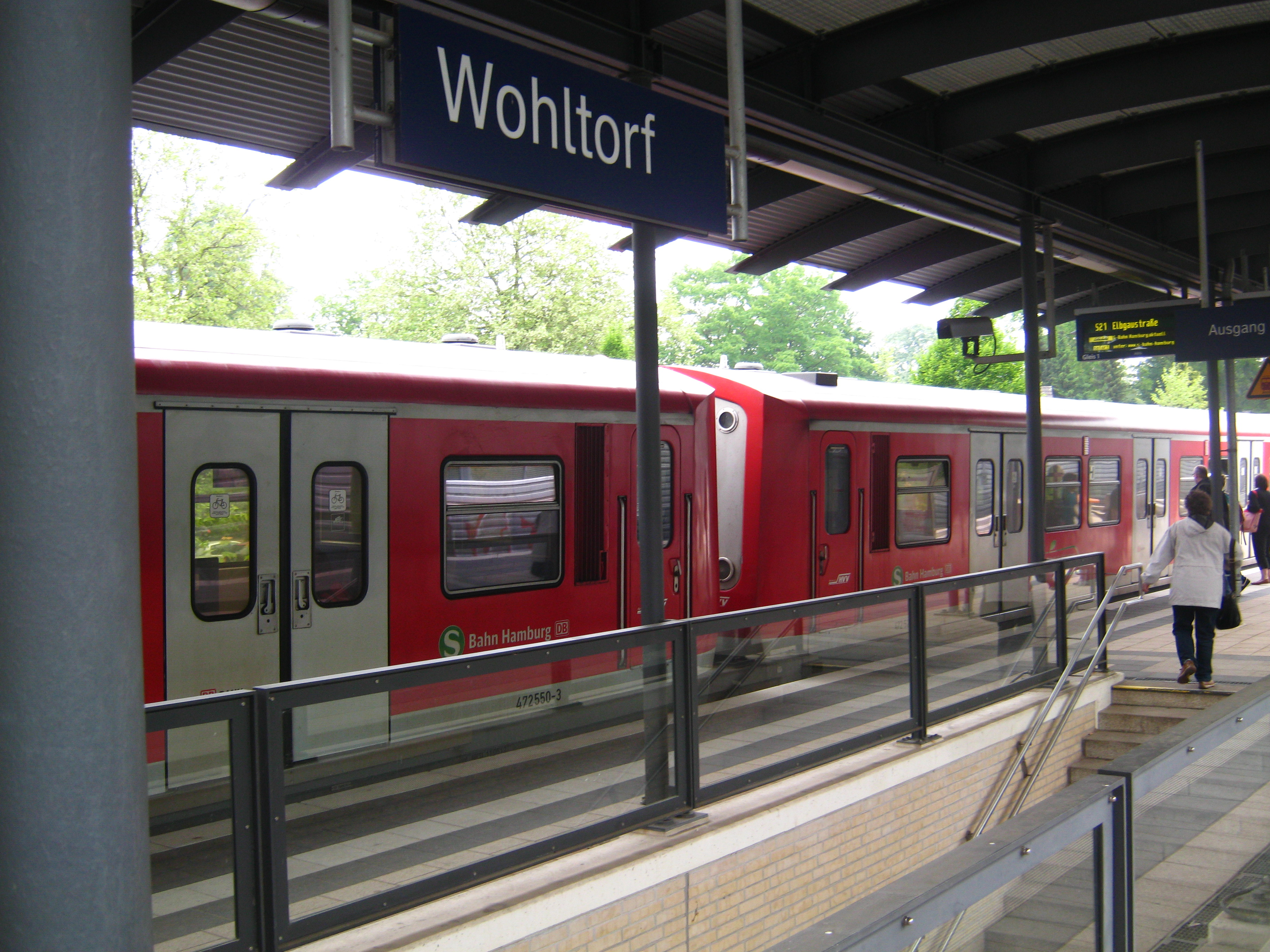
S-Bahn

Wohltorf liegt zwischen der Bundesautobahn 24 Hamburg-Berlin, der Bundesautobahn 1 Hamburg-Lübeck-Puttgarden und der Bundesstraße 404.
Wohltorf hat einen S-Bahnhof und ist an den Hamburger Verkehrsverbund (HVV) angeschlossen. Die Fahrzeit zum Hamburger Hauptbahnhof beträgt etwa 30 Minuten.

## Sehenswürdigkeiten
In der Liste der Kulturdenkmale in Wohltorf stehen die in der Denkmalliste des Landes Schleswig-Holstein eingetragenen Kulturdenkmale.

## Freizeit
Über die Gemeindegrenzen hinaus erfreut sich der Wohltorfer Tonteich großer Beliebtheit. Bis 1911 standen dort die Friedrichsruher Tonwerke, doch in dem Jahr zerstörte ein Großfeuer die Ziegelei, die nicht wieder aufgebaut wurde. Heute hat sich die Tongrube mit Wasser gefüllt und ist zu zwei Drittel an ein öffentliches Schwimmbad und zu einem Drittel an den privaten Tontaubenklub Sachsenwald verpachtet. Der Tontaubenklub bietet seinen Mitgliedern neben der Nutzung des vereinseigenen Schwimmbads die Sportarten Tennis und Hockey an, auf Tontauben hingegen wird nicht mehr geschossen.

## Religiöses Leben
Die evangelische Kirchengemeinde Wohltorf entstand 1928 durch Ausgliederung aus der Kirchengemeinde Aumühle. 1930 wurde die Wohltorfer Kirche eingeweiht. Sie ging auf einen Entwurf von Carl Bensel zurück, das hölzerne Kirchenkreuz war eine Arbeit von Walter von Ruckteschell. Im Juli 1950 brannte die Wohltorfer Kirche beim Versuch, zwei Wespennester auszuräuchern, aus. Sie wurde im Laufe des Jahres 1950 nach Plänen des Hamburger Architekten Langmaack wieder aufgebaut; die Einweihung erfolgte am Heiligabend 1950. 1957 erhielt sie den Namen Heilig-Geist-Kirche.

## Persönlichkeiten
- Cornelius Hartz (* 1973), Autor, ist in Wohltorf aufgewachsen
- Karsten Huck (* 1945), Springreiter, wurde in  Wohltorf geboren
- Felicitas Prinzessin von Preußen (* 7. Juni 1934 in Bonn; † 1. August 2009 in Wohltorf)
- Hanna Beate Schöpp-Schilling (1940–2009), Amerikanistin, Feministin, Ministerialdirektorin, wurde in  Wohltorf geboren

## Bilder

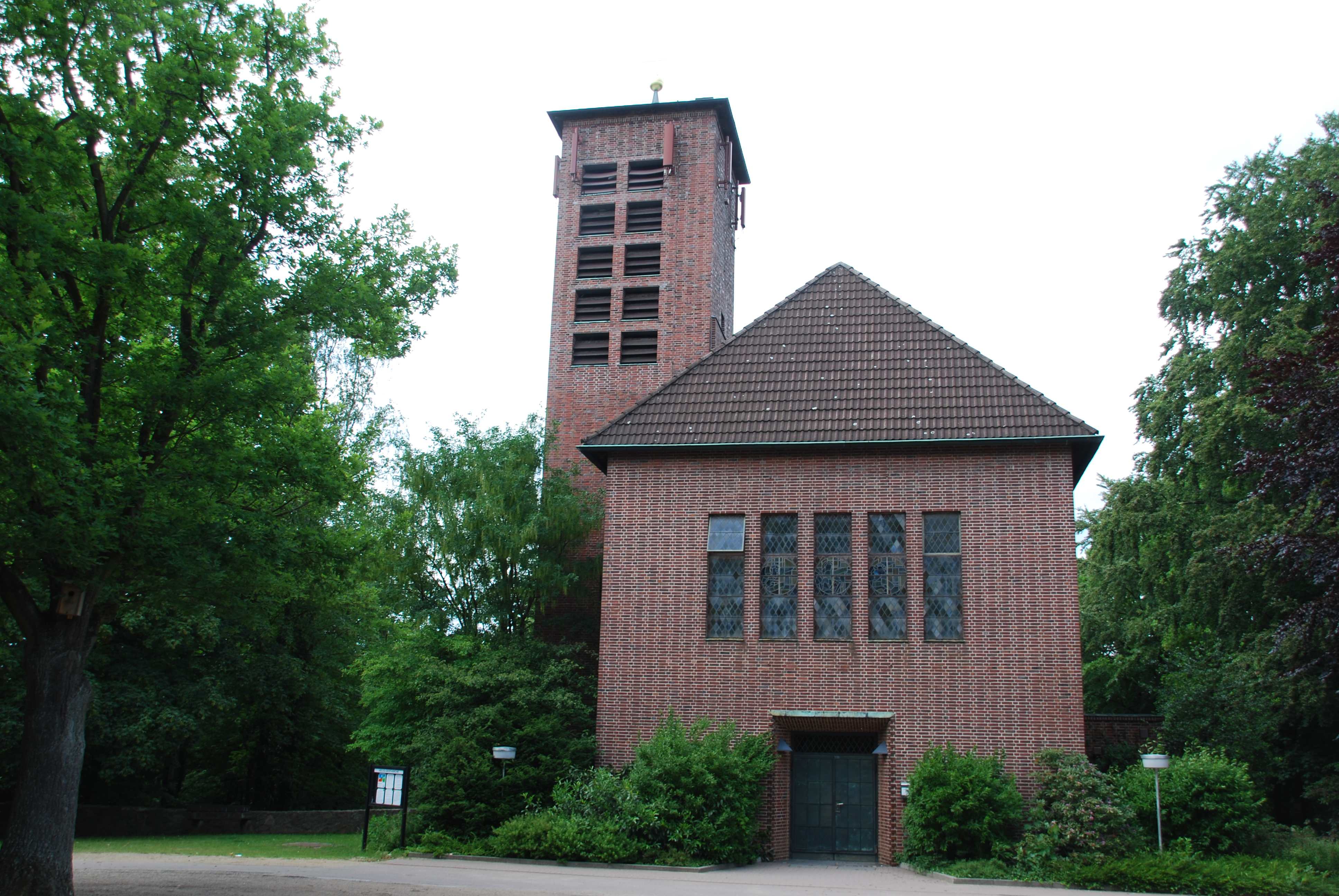
Die Heilig-Geist-Kirche Wohltorf
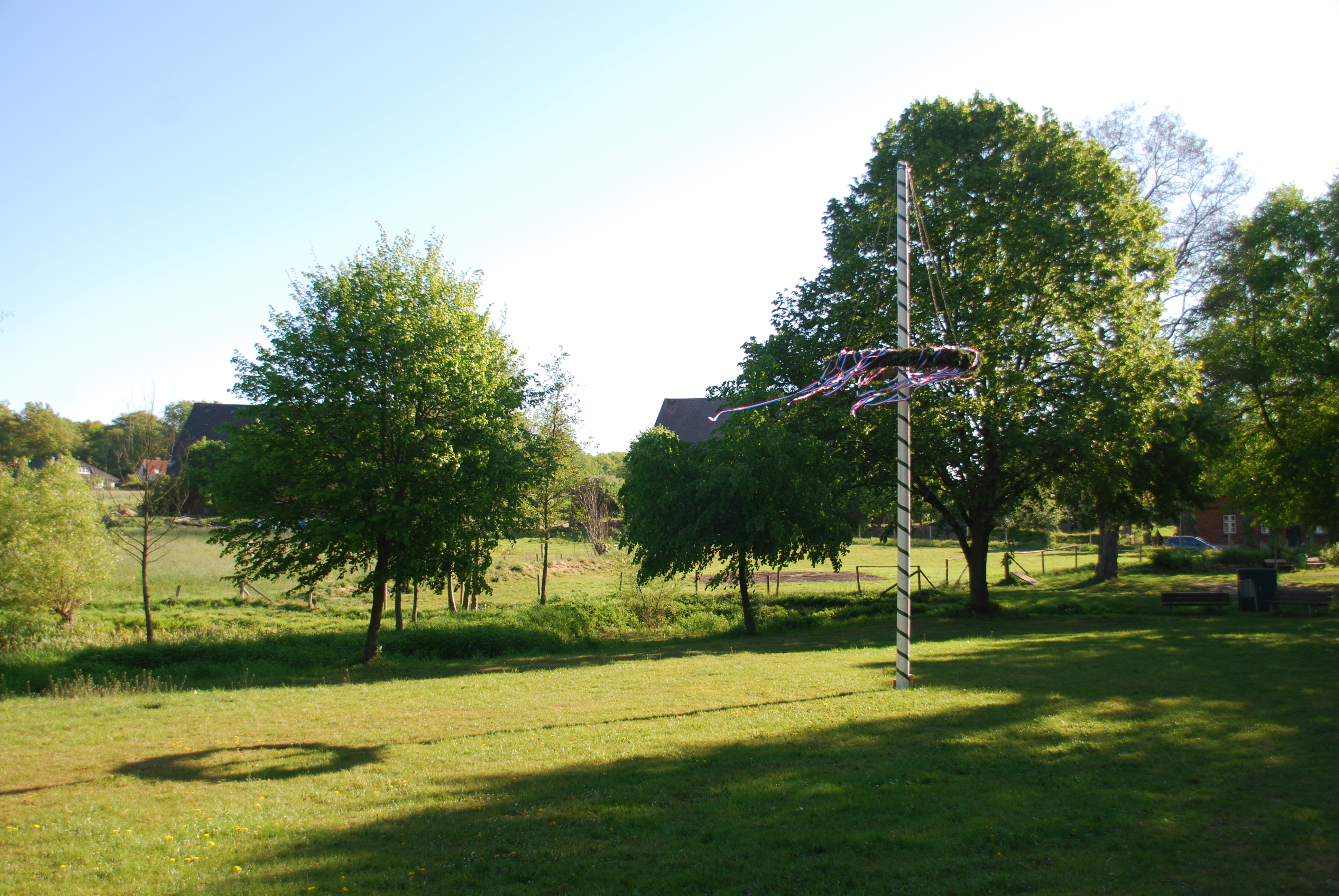
Wiese am Dorfteich
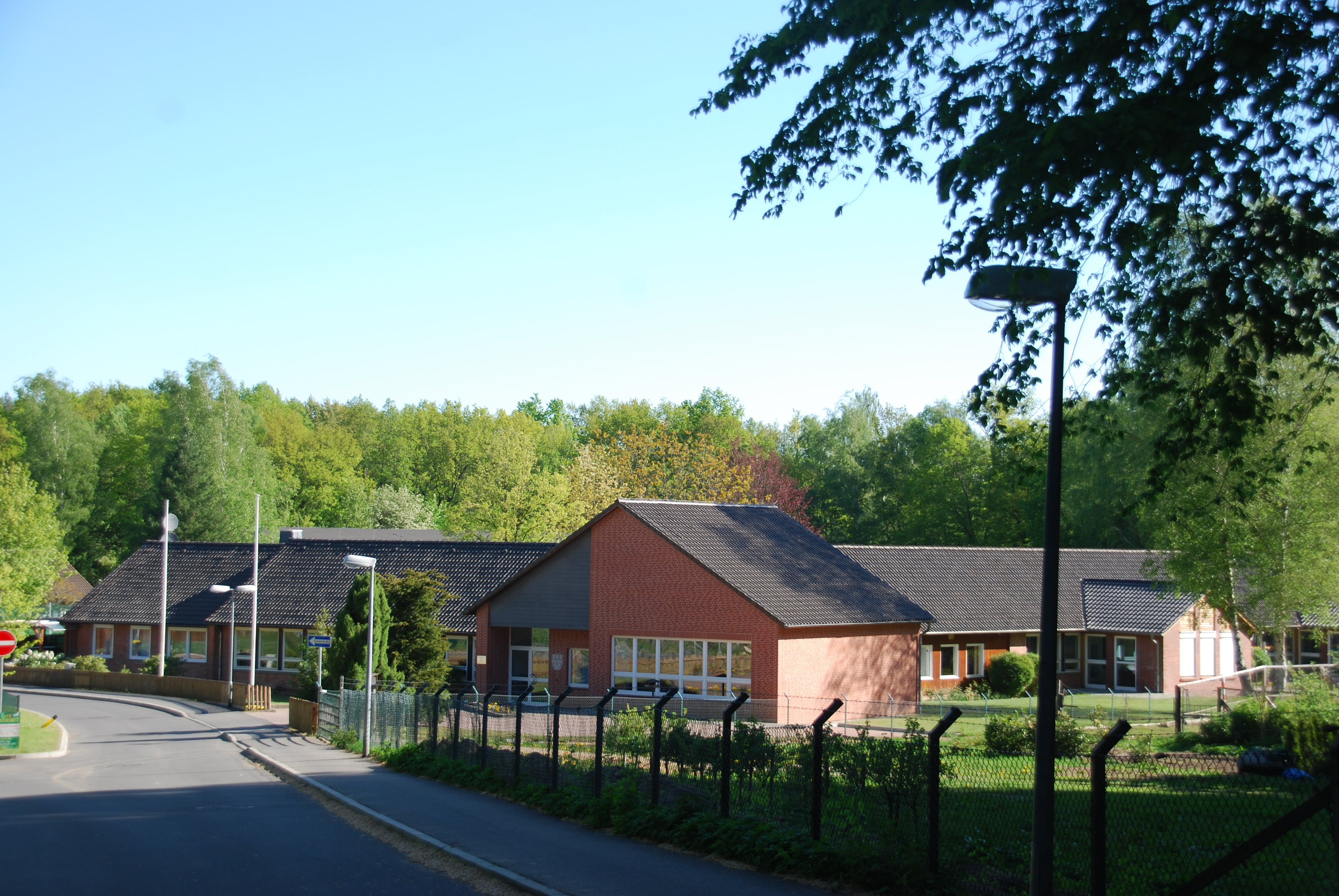
Grundschule Wohltorf
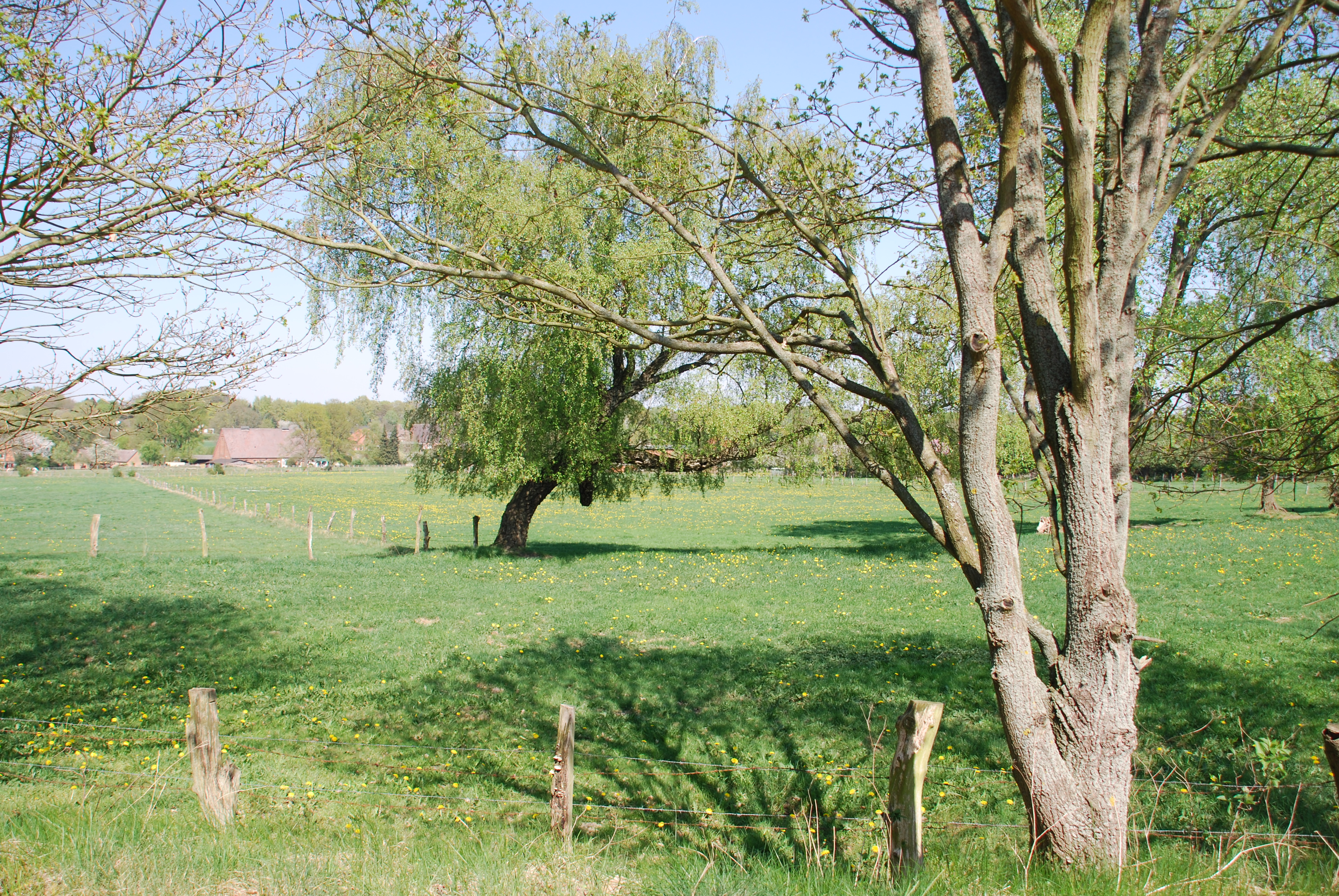
Wiesen in Wohltorf
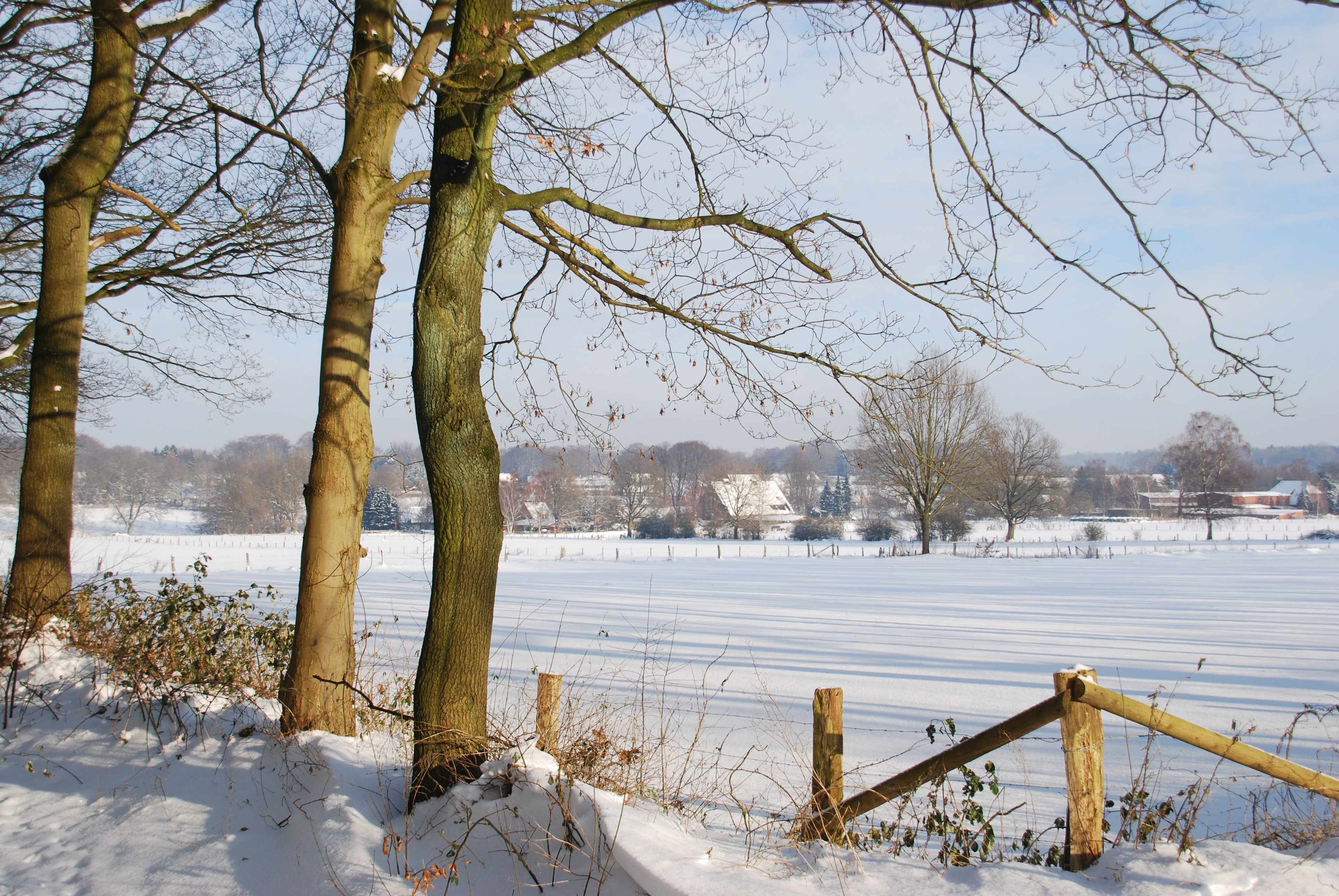
Wohltorf im Winter